# Mission: Impossible
Mission: Impossible è un film del 1996 diretto da Brian De Palma.
Il film è ispirato alla serie televisiva Missione impossibile ideata da Bruce Geller nel 1966.
Due membri degli U2, Larry Mullen e Adam Clayton hanno registrato una loro versione della canzone portante nel film. La pellicola si è rivelata uno dei maggiori incassi al botteghino del 1996, piazzandosi al terzo posto. La serie cinematografica iniziata con questo film vanta altri sette titoli: Mission: Impossible 2 (2000), Mission: Impossible III (2006), Mission: Impossible - Protocollo fantasma (2011), Mission: Impossible - Rogue Nation (2015), Mission: Impossible - Fallout (2018), Mission: Impossible - Dead Reckoning (2023) e Mission: Impossible - The Final Reckoning (2025).

## Trama
Ethan Hunt è un membro della IMF (Impossible Mission Force), una speciale sezione segreta della CIA incaricata di svolgere le missioni più delicate e pericolose. Il team di Hunt, guidato dall'esperto Jim Phelps, è in missione a Praga per impedire ad un terrorista russo di rubare la lista degli agenti CIA sotto copertura e venderla ad un trafficante d'armi chiamato Max: il team, però, cade vittima di una trappola, da cui si salva solo Hunt. Raggiungendo Eugene Kittridge, direttore dell'IMF, in un ristorante nelle vicinanze, Hunt scopre che l'iniziativa era solo una messinscena: da un paio d'anni, infatti, viene riscontrata una sistematica fuga di informazioni dalla sua squadra e, così, l'agenzia ha organizzato una finta operazione, utilizzando una lista di agenti fasulla come esca, per scoprire la talpa. Ora, come unico sopravvissuto, tutti i sospetti ricadono su di lui. Inoltre, un'ingente somma di denaro è stata accreditata sul conto dei suoi genitori. Hunt decide di fuggire per provare la sua innocenza, e ci riesce grazie ad una bomba miniaturizzata, che lancia contro l'acquario del ristorante. Approfittando dell'esplosione riesce a dileguarsi.
Rifugiatosi nell'appartamento usato come base dalla squadra, Hunt viene raggiunto da Claire, la moglie del defunto Phelps, sopravvissuta alla strage della squadra. All'inizio diffida di lei ma, dopo aver confrontato le rispettive versioni dell'accaduto, i due decidono di agire insieme per dimostrare la loro innocenza e trovare la vera talpa. Claire presenta a Hunt il programmatore informatico Luther Stickell e il pilota Franz Krieger, ex agenti dell'IMF che, in cambio di denaro, si offrono di aiutarli a trafugare la vera lista degli agenti sotto copertura, custodita nel computer centrale della CIA, a Langley. L'intento, come a Praga, è di usarla come esca per giungere all'identità del traditore.
Introdottisi nella sede della CIA, Krieger e Hunt riescono a penetrare nella stanza del computer centrale e a rubare la lista. Hunt organizza quindi un incontro con Max, il trafficante d'armi interessato ai dati, chiedendo in cambio 10 milioni di dollari e il vero nome di Giobbe, la talpa. Intanto a Londra ricompare Jim Phelps, che spiega a Hunt di essersi nascosto perché sicuro che il traditore sia lo stesso Kittridge. Hunt lascia in custodia a Luther, l'unico di cui si fidi, il dischetto con la lista. Poi spedisce a Kittridge un orologio con display integrato ad una telecamera inserita nei suoi occhiali, insieme coi biglietti per il treno ad alta velocità Londra-Parigi, sul quale dovrebbe avvenire lo scambio con Max.
Una volta iniziata l'operazione, Luther riesce a bloccare la trasmissione dei dati appena consegnati a Max. Intanto Hunt, mascherato da Jim Phelps, ottiene i soldi che gli erano stati promessi. Quando viene raggiunto da Claire, le parole della ragazza, ignara del travestimento, chiariscono l'identità della talpa: Jim è il vero responsabile della congiura, ed è stato lui, con la complicità di Claire, a far uccidere tutti gli agenti della squadra. Lo scopo era lasciare vivo solo Hunt, per far ricadere su di lui i sospetti della CIA.
Quando il vero Jim li raggiunge, Hunt si smaschera. Kittridge, grazie alla telecamera inserita negli occhiali di Hunt e collegata al suo orologio, scopre l'inganno. Jim, uccisa Claire, tenta di fuggire coi soldi grazie all'aiuto di Krieger, suo complice, ma Hunt, durante un rocambolesco inseguimento, riesce a impedirlo. Hunt viene così definitivamente scagionato. Nel finale, il protagonista si incontra con Luther, reintegrato nell'IMF, comunicandogli che intende dare le dimissioni. Ma durante il ritorno a casa, in aereo, riceve un messaggio in cui gli si prospetta una nuova missione, e tutto lascia pensare che accetterà.

## Produzione
La Paramount Pictures possedeva i diritti della serie televisiva Missione Impossibile e aveva cercato per anni di trarne un adattamento cinematografico, ma senza riuscirci. Tom Cruise, il quale da giovane era stato un grande fan della serie, convinse la Paramount a investire un budget di 80 milioni di dollari; Cruise divenne così il produttore del film insieme alla socia Paula Wagner.
Chase Brandon, un ex membro della CIA, fu consulente del film.

## Colonna sonora
La colonna sonora del film è stata composta da Danny Elfman, il tema principale è l'originale della serie televisiva, composto da Lalo Schifrin. Nel film sono presenti i seguenti brani:
1. Sleeping Beauty - Danny Elfman
2. Mission Impossible - Lalo Schifrin
3. Red Handed - Danny Elfman
4. Big Trouble - Danny Elfman
5. Love Theme? - Danny Elfman
6. Mole Hunt - Danny Elfman
7. The Disc - Danny Elfman
8. Max Found - Danny Elfman
9. Looking for 'Job' - Danny Elfman
10. Betrayal - Danny Elfman
11. The Heist - Danny Elfman
12. Uh-Oh! - Danny Elfman
13. Biblical Revelation - Danny Elfman
14. Phone Home - Danny Elfman
15. Train Time - Danny Elfman
16. Menage a Trois - Danny Elfman
17. Zoom A - Danny Elfman
18. Zoom B - Danny Elfman

## Promozione
(Tagline del film)

## Distribuzione
Il film, distribuito dalla Paramount Pictures, debuttò il 22 maggio 1996 in 3012 sale cinematografiche.

## Accoglienza

### Incassi
Il film fu un grande successo al botteghino. All'indomani della sua uscita il film incassò 11,8 milioni di dollari, superando il record di Terminator 2 - Il giorno del giudizio (1991) che era arrivato a 11,7 milioni di dollari. Il film mantenne anche per circa una settimana il primato assoluto al botteghino.
Nei primi sei giorni, la pellicola totalizzò 75 milioni di dollari, sorpassando così i 47 milioni di dollari della prima settimana di Jurassic Park (1993). Dopo appena sette giorni dall'esordio ufficiale, il film aveva di gran lunga superato il budget fissato a 80 milioni di dollari.
A fine corsa, Mission: Impossible ha incassato 180981856 $ in Nord America e 276714535 $ nel resto del mondo, per un totale globale di 457696391 $,divenendo il terzo più alto incasso del 1996 alle spalle dei catastrofici Independence Day e Twister.
Il film riscosse un grande successo commerciale anche in vari paesi europei ed asiatici, particolarmente in Giappone (secondo incasso mondiale dopo gli Stati Uniti con 53.987.907 $), Gran Bretagna (29.293.045 $, inclusi Irlanda e Malta), Francia (29.058.617 $), Germania (23.630.026 $), Spagna (14.351.722 $) e Australia (12.123.783 $).
Anche in Italia, il film ottenne un successo notevole incassando 11.580.181 $ (7.207.330 €) e classificandosi al 7º posto tra le pellicole più viste della stagione 1996/1997.
Una parte significativa del ricavato (circa 70 milioni di dollari) spettò a Tom Cruise, che mai in precedenza aveva guadagnato una cifra così alta (il suo record era attorno ai 15 milioni di dollari).

## Riconoscimenti
- 1997 - MTV Movie Awards
  - Candidatura - Miglior sequenza d'azione (L'inseguimento sul treno-elicottero)
- 1996 - Razzie Awards
  - Candidatura - Peggior sceneggiatura che abbia incassato più di 100 milioni di dollari a David Koepp, Steven Zaillian e Robert Towne
- 1996 - Satellite Award
  - Candidatura - Miglior montaggio a Paul Hirsch
- 1997 - Saturn Award
  - Candidatura - Miglior film d'azione/di avventura/thriller
- 1997 - Awards of the Japanese Academy
  - Candidatura - Miglior film straniero
- 1997 - BMI Film & TV Award
  - Miglior colonna sonora a Danny Elfman
- 1997 - Kids' Choice Awards
  - Candidatura - Miglior attore a Tom Cruise
- 1997 - PGA Awards
  - Produttore più promettente a Tom Cruise e Paula Wagner
- 1996 - Awards Circuit Community Awards
  - Candidatura - Miglior montaggio a Paul Hirsch
  - Candidatura - Miglior sonoro
  - Candidatura - Migliori effetti visivi
- 1996 - Golden Screen
  - Golden Screen
- 1997 - Online Film & Television Association
  - Candidatura - Miglior canzone (Mission: Impossible theme music) a Lalo Schifrin, Larry Mullen Jr. e Adam Clayton
  - Candidatura - Miglior montaggio sonoro a Ron Bartlett, Christopher Boyes, Shawn Murphy e Gary Rydstrom
  - Candidatura - Miglior montaggio negli effetti sonori a Tom Bellfort e Christopher Boyes
  - Candidatura - Migliori effetti visivi a Andrew Eio, John Knoll, Joe Letteri e George Murphy

## Sequel
La pellicola ha avuto sette sequel: Mission: Impossible 2 (2000), Mission: Impossible III (2006), Mission: Impossible - Protocollo fantasma (2011), Mission: Impossible - Rogue Nation (2015), Mission: Impossible - Fallout (2018), Mission: Impossible - Dead Reckoning (2023) e Mission: Impossible - The Final Reckoning (2025).